# Perdita occidua
Perdita occidua är en biart som beskrevs av Timberlake 1960. Perdita occidua ingår i släktet Perdita och familjen grävbin. Inga underarter finns listade i Catalogue of Life.